# Rhyacophila munda
Rhyacophila munda är en nattsländeart som beskrevs av Mclachlan 1862. Rhyacophila munda ingår i släktet Rhyacophila och familjen rovnattsländor.

## Underarter
Arten delas in i följande underarter:
- R. m. atlantica
- R. m. oreina